# Мелик-Тагир
Мелик-Тагир — казанский царевич, сын хана Ибрагима и царицы Фатимы, родной брат хана Ильхама и Худай-Кула, единокровный брат казанских ханов Мухаммед-Эмина и Абдул-Латифа, сыновей хана от царицы Нур-Султан.
В 80-е годы XV века в Казани происходила напряженная борьба между Мухаммед-Эмином и Али (Ильхамом). Одним из этапов этой борьбы был поход Ивана III на Казань в 1487 г. с целью постановки на престол Мухаммед-Эмина. 9 июля 1487 г. Казань была сдана при активной роли промосковкой партии, русское войско вступило в Казань. 
Хан Али, его жены, мать, царица Фатима, сестры и братья Мелик-Тагир и Худай-Кул были сосланы в Карголом, близ Белоозера. Карголом был тогда значительным городком с деревянным кремлём, центром небольшого княжества. Сосланные не были в заточении, они имели собственные дворы, свиту. Мелик-Тагир считался на службе у московского князя, он умер в Карголоме, почти одновременно со старшим братом Ильхамом, умершим в Вологде, что вызывает определенные подозрения. Его сыновья крещены как Василий и Фёдор. Фёдор Мелик-Тагирович, также известный как Фёдор Мелехдеярович Долголядский — святой страстотерпец, был выдающимся русским воеводой. Василий, известный как Василий Даирович, в 1519 году участвовал в походе на Литву.